# Nii Daiji
Daiji Nii (sinh ngày 28 tháng 2 năm 1973) là một cầu thủ bóng đá người Nhật Bản.

## Sự nghiệp câu lạc bộ
Daiji Nii đã từng chơi cho Avispa Fukuoka.